# Palasthotel

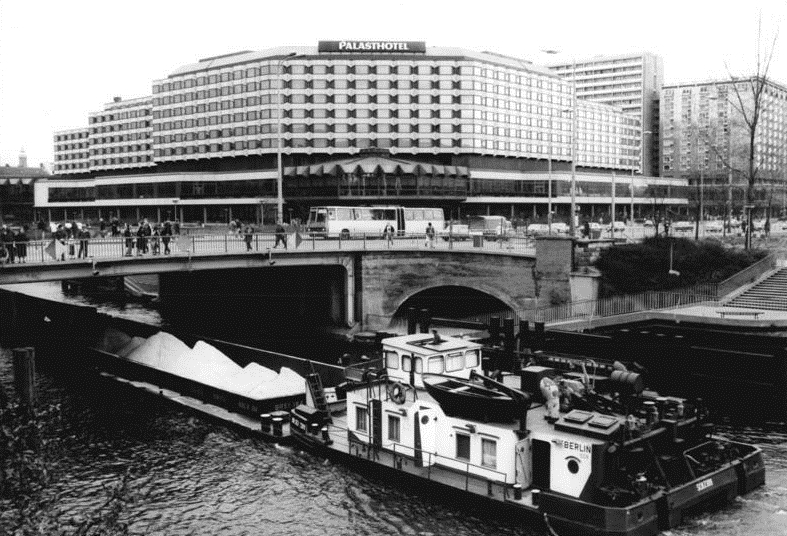
Le Palasthotel en 1985.

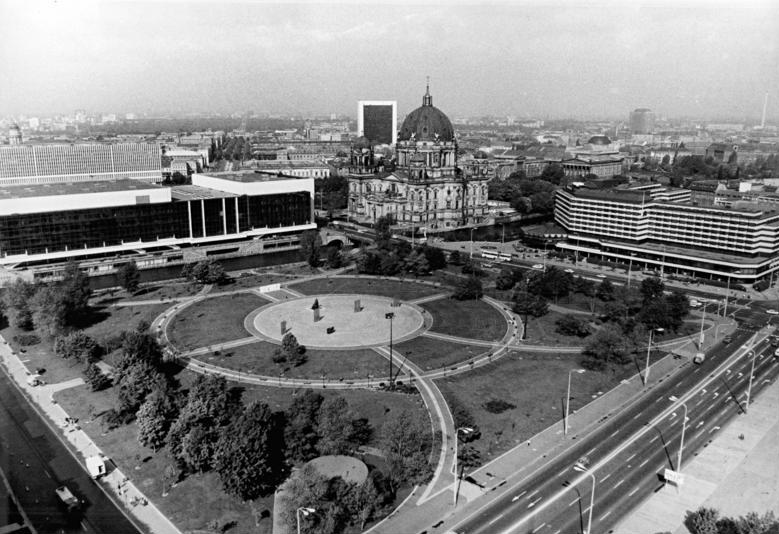
L'hôtel (à droite) en 1987.

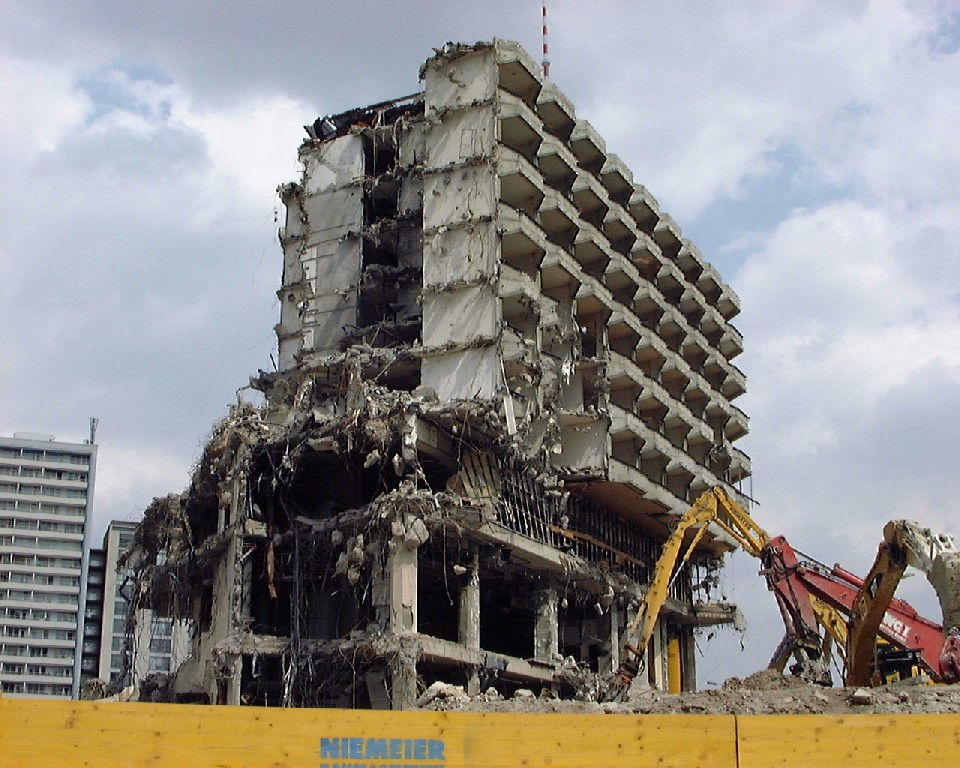
Destruction de l'hôtel en 2001.

Le Palasthotel est un hôtel de luxe situé à Berlin-Est (République démocratique allemande) ouvert entre 1979 et 2000, détruit en 2001.

## Histoire
Propriété de la chaîne hôtelière Interhotel, il était situé dans l'arrondissement de Mitte, au 5 Karl-Liebknecht-Straße, près du Berliner Dom et de la Spree. Il est construit par l'architecte Ferenc Kiss entre 1976 et 1979. L'hôtel compte 600 chambres (1000 lits au total) et une salle de conférence de 2000 places. Il est réservé aux invités étrangers de la République démocratique allemande, où ils peuvent payer en devise étrangère, au lieu du mark est-allemand. Des caméras et microphones installés par la Stasi dans le hall de réception, les ascenseurs, les couloirs et certaines pièces et chambres permettaient d'espionner à leur insu les clients de l'hôtel.
Après la réunification, en 1990, il est racheté par Interhotel AG (et ce jusqu'en 1992). En 1992, il est renommé Radisson SAS Berlin. Il est fermé le 1er décembre 2000 à cause de la présence d'amiante, utilisé lors de la construction du bâtiment. Il est détruit l'année suivante pour laisser place au DomAquarée, un hôtel du groupe Radisson ouvert en 2003, ainsi qu'au musée de la RDA, ouvert en 2006.
Parmi les clients célèbres du Palasthotel, on compte Karl-Eduard von Schnitzler, Alexander Schalck-Golodkowski, Udo Lindenberg, U2, Bruce Springsteen ou encore Katja Ebstein.

## Confusion
Il exista un autre Palasthotel à Berlin, construit par Ludwig Heim sur la Leipziger Platz entre 1892 et 1893 et détruit lors de la Seconde Guerre mondiale.

## Dans la culture populaire
- L'hôtel joue un rôle important dans le roman allemand Wie es leuchtet (Fischer, 2004) de Thomas Brussig.
- Il est mentionné dans le documentaire sur U2 From The Sky Down, où le chanteur Bono le décrit comme un « festival de couleur marron ».

## Sources
- (en) Cet article est partiellement ou en totalité issu de l’article de Wikipédia en anglais intitulé « Palasthotel » (voir la liste des auteurs).